# Anna Richardson
Anna Clare Richardson (Wellington, 27 de septiembre de 1970) es una presentadora de televisión, escritora y periodista británica. Ha presentado varios programas de televisión para Channel 4, incluidos Supersize vs Superskinny (2008-2009), The Sex Education Show (2008-2011), Secret Eaters (2012-2014), Supershoppers (2016-2019) y Naked Attraction (2016-presente).

## Infancia y educación
Richardson nació el 27 de septiembre de 1970 en Wellington, Shropshire, Inglaterra. Fue educada en The School of St Mary and St Anne, un internado independiente para niñas de la High Church en el pueblo de Abbots Bromley cerca de Rugeley, Staffordshire.

## Carrera
Richardson comenzó su carrera como presentadora de televisión en The Big Breakfast en Channel 4, y posteriormente durante los siguientes seis años apareció regularmente en programas de televisión, incluido Love Bites para ITV, por el que fue nominada para un premio RTS.
Richardson pasó a presentar Love Bites Back, Dream Ticket, Des Res y la serie Big Screen de ITV, donde conoció y entrevistó a varias personalidades prominentes de Hollywood.
Richardson también ha escrito y producido programas de televisión como No Waste Like Home; Turn Back Your Body Clock; y la serie de Channel 4 You Are What You Eat.
Richardson estuvo al frente de The Sex Education Show de Channel 4, transmitido del 9 de septiembre al 14 de octubre de 2008. El Sex Education Show regresó en marzo de 2009 como The Sex Education Show vs. Pornografía. Una tercera serie The Sex Education Show: ¿Soy normal? se emitió en julio de 2010. La cuarta serie, llamada The Sex Education Show: Stop Pimping Our Kids, se emitió del 19 al 21 de abril de 2011. La quinta serie comenzó el 19 de julio de 2011.
Richardson presenta Secret Eaters de Channel 4, que comenzó el 16 de mayo de 2012. También presenta How Not to Get Old junto a Louise Redknapp, que comenzó el 7 de agosto de 2013. Richardson y Andi Osho presentan Supershoppers, que comenzó en Channel 4 el 1 de febrero de 2016, aunque Osho ahora ha sido reemplazado por Sabrina Grant.
Ella presentó Atracción desnuda de Channel 4, que comenzó el 25 de julio de 2016.
En 2017, Richardson fue copresentadora de How to Retire at 40 en Channel 4. De enero a junio de 2018, fue panelista en seis episodios de Loose Women de ITV. En febrero de 2018, copresentó How to Get Fit Fast con Amar Latif en Channel 4.
En 2019, Richardson presentó Thomas Cook de Channel 4: The Rise and Fall of Britain's Oldest Travel Agent, un documental sobre el colapso de Thomas Cook Group.

## Vida personal
Richardson es bisexual. Estuvo en una relación durante 18 años con el productor de televisión británico Charles Martin y en 2014 estaba con la comediante Sue Perkins.

### Disputa legal con Arnold Schwarzenegger
Richardson demandó a Arnold Schwarzenegger y dos de sus ayudantes, Sean Walsh y la publicista Sheryl Main, por los comentarios que hicieron sobre sus afirmaciones de que él la toqueteó. El caso se resolvió en 2006.